# Hagalunds idrottspark
Hagalunds idrottspark (fi: Tapiolan urheilupuisto) är en idrottsanläggning i Hagalund i Esbo i Nyland, invigd 1970. Arenan fungerar som hemmaplan för fotbollslaget Honka. Den nuvarande kapaciteten lyder på 4 500 men det har funnits planer på att bygga en ny arena med plats för 13 000 åskådare.